# Тонких, Сергей Александрович
Сергей Александрович Тонких (род. 16 мая 1986, Мантурово, Курская область) — российский футболист, защитник, полузащитник.
Профессиональную карьеру начал в 2004 году, когда в августе сыграл два матча в составе курского «Авангарда» во втором дивизионе; в обеих играх выходил во втором тайме. 2005 год провёл в первенстве ЛФЛ во второй команде «Авангарда». Играл в первом дивизионе за «Авангард» (2006—2007) и «Салют» Белгород (2008—2010). В первенстве ПФЛ выступал за клубы «Металлург-Оскол» Старый Оскол (2011), «Север» Мурманск (2012), «Динамо» Брянск (2013—2015), белгородские «Энергомаш» (2015—2017) и «Салют» (2018—2019), «Рязань» (2019). В 2020 году играл за любительский «Атом» Нововоронеж.